# غريغوري هاريسون
غريغوري هاريسون (بالإنجليزية: Gregory Harrison)‏ (و. 1950 – م) هو ممثل، وممثل تلفزيوني، من الولايات المتحدة الأمريكية، ولد في أفالون، لوس أنجليس، كاليفورنيا.

## وصلات خارجية
- غريغوري هاريسون على موقع IMDb (الإنجليزية)
- غريغوري هاريسون على موقع ألو سيني (الفرنسية)
- غريغوري هاريسون على موقع أول موفي (الإنجليزية)
- غريغوري هاريسون على موقع قاعدة بيانات برودواي على الإنترنت (الإنجليزية)
- غريغوري هاريسون على موقع قاعدة بيانات الأفلام السويدية (السويدية)
- غريغوري هاريسون على موقع إن إن دي بي (الإنجليزية)
- غريغوري هاريسون على موقع ديسكوغز (الإنجليزية)
- غريغوري هاريسون على موقع قاعدة بيانات الفيلم (الإنجليزية)
- غريغوري هاريسون على موقع كينوبويسك (الروسية)